# Тростин, Дмитрий Петрович
Дмитрий Петрович Тростин (1760 — 28 декабря 1834 (9 января 1835), Москва) — преподаватель латинского и греческого языков и математики.

## Биография
Принадлежал к духовенству ярославской епархии. Среднее образование получил в суздальской духовной семинарии и в Московской университетской гимназии, в которую перешёл из семинарии в 1777 году. В 1779 году был произведён студентом Московского университета. Спустя, три года, получил серебряную медаль за диссертационное сочинение по физике на латинском языке «О системе мира». Был назначен в университетскую гимназию учителем латинского, а затем греческого (1784) языка (вместе с П. Д. Антоновичем), а также арифметики и геометрии и, впоследствии, алгебры (1808). Плодом преподавательской деятельности Тростина стал составленный им в 1788 году учебник «Новая латинская азбука, или Легчайший способ читать по-латине», который неоднократно переиздавался — в 1823 году вышло уже 5-е издание. Меньший успех выпал на составленный им учебник — «Азбука французская новая» (1789; 2-е изд. 1797).
Д. П. Тростин анонимно издал, без указания автора и языка оригинала, «Собрание нравоучительных, кратких и замысловатых речей» (1788. Ч. 1—3) — перевод «Апофегмат» польского писателя XVI века Б. Будного (Bieniasz Budny (пол.)). Подавая рукопись книги в цензуру, Тростин назвал себя переводчиком, хотя в действительности он лишь подновил перевод, выполненный ещё в начале XVIII века — он лишь заменил архаичные глагольные формы, обновил лексику и синтаксис. Он также издал, под криптонимом «Д. Т.», перевод с французского: «Эзоповы басни с баснями латинского стихотворца Филельфа» (М.: Тип. при Театре, у Хр. Клаудия, 1792; 2-е изд. — М., 1810); кроме басен в издание было включено жизнеописание Эзопа, а сами басни сопровождены обширными «нравоучениями».
В 1805 году он был произведён в адъюнкты математики Московского университета; утверждён в звании в 1809 году. Как адъюнкт он читал, в 1814 и 1815 годах, арифметику и геометрию штатским чиновникам и был по избранию в течение 9 лет, начиная с 1809 года, секретарём отделения физико-математических наук. В лекциях по математике, читанных им в 1816—1819 годах, он строго следовал сочинениям Безу.
В 1820-х годах был цензором. В 1826 году был уволен на пенсию «за старостью и слабостью».